# Schloss Nazza
Das Nazzaer Schloss ist ein Schloss und Baudenkmal in der Gemeinde Nazza im Wartburgkreis. Es befindet sich in der historischen Ortslage und ist im Privatbesitz.

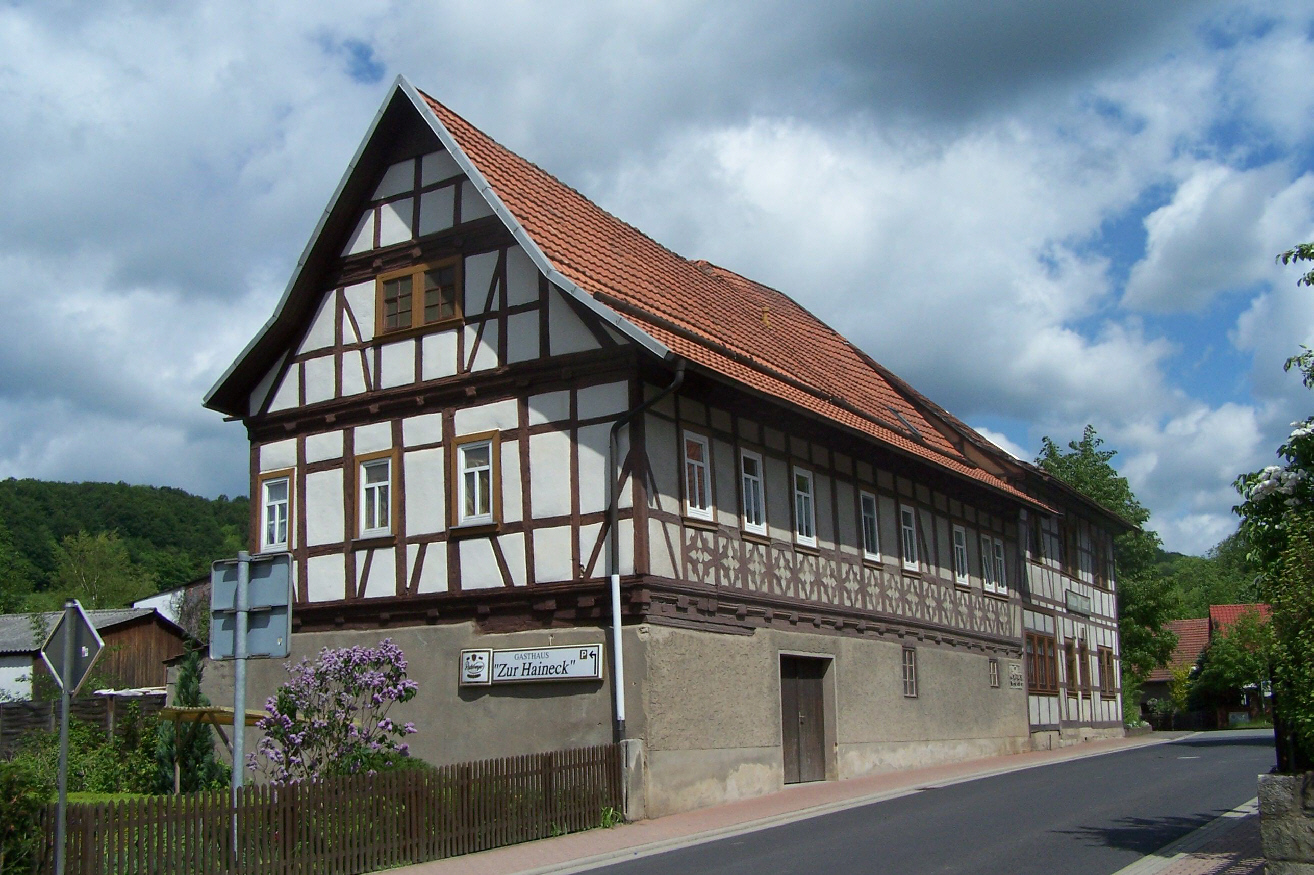
Teilansicht des Schlossgebäudes (2009)

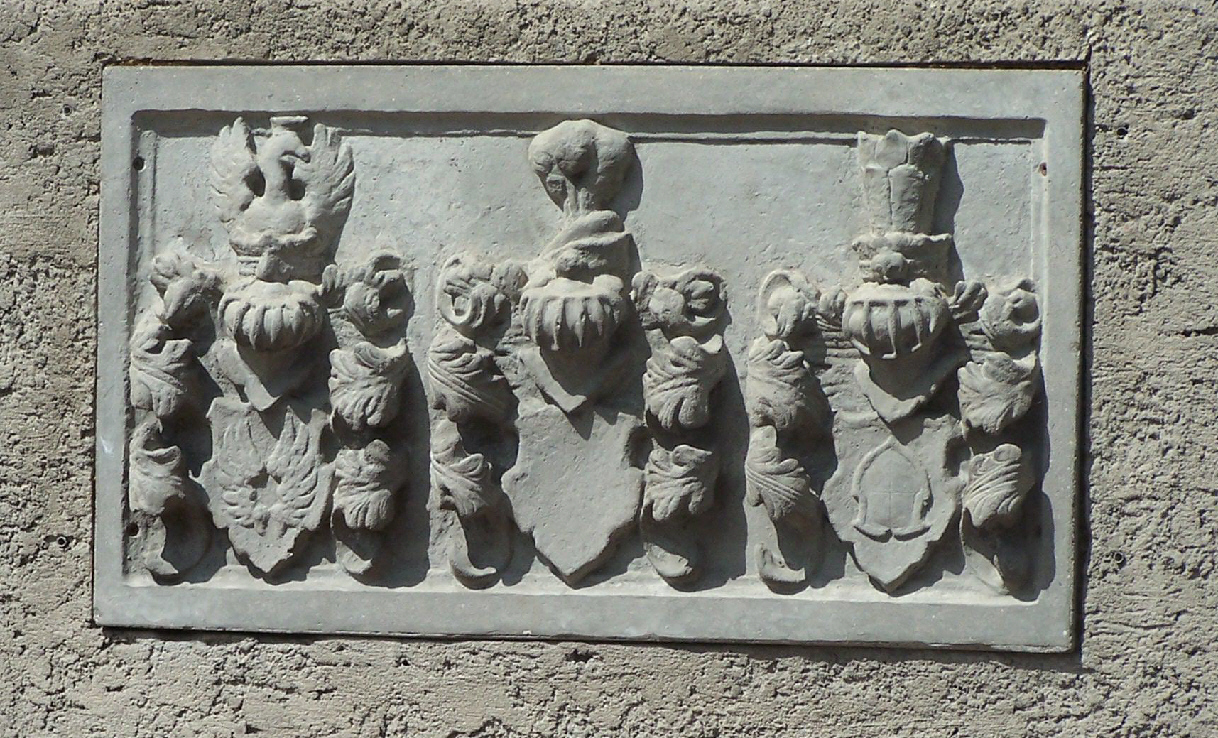
Wappentafel

## Geschichte
Das Nazzaer Schloss wurde um 1550 als Wirtschaftshof mit repräsentativem Wohngebäude von den Herren von Hopffgarten auf Haineck zu Nazza errichtet. Die oberhalb von Nazza befindliche Burg Haineck war zu diesem Zeitpunkt noch Amtssitz des wettinischen Burgamtes Haineck und wurde seit 1503 von den Rittern von Hopffgarten als Lehen und zeitweise als Pfandbesitz empfangen. Der Landesherr Herzog Friedrich der Weise übergab 1513 die Burg Haineck und die zugehörigen Besitztümer und Rechte an Georg von Hopffgarten, dieser war Ritter des Malteserorden, Geheimer Rat und Amtmann der Haineck. Er wurde zum Stammvater des Zweiges von Hopfgarten auf Haineck zu Nazza.
Nach dem Bauernkrieg, der auch auf das Gebiet des Amtes Haineck übergegriffen hatte, mussten die Untertanen des Amtes 760 Gulden Strafgelder als Sühne für die Niederschlagung des Bauernaufstandes bezahlen. Zu diesem Zeitpunkt war der militärische Wert der Burg Haineck gesunken, doch der Schock über die erste Belagerung Wiens durch die Türken im Jahr 1529 hatte auch die sächsischen Landesherren alarmiert, zudem wurden sie vom Kaiser aufgefordert, die vorhandenen Befestigungsanlagen und Burgen wieder in Stand zu setzen.
Die Herren von Hopffgarten begannen zu dieser Zeit ihren Wohnsitz an den Ortsrand zu verlagern, in der Burg blieben Verwalter und Bedienstete zur Bewachung zurück. Eine Steintafel mit dem Chronogramm 1551 erinnert an die Einweihung des Schlossgebäudes durch Georg Christoph von Hopffgarten und seiner Gattin Elisabeth von Greußen. Sein Sohn Georg Wilhelm von Hopffgarten, war zweimal verheiratet. Er veranlasste die weitere Verschönerung des Nazzaer Schlosses, das sein Allianzwappen zeigt.
Die Gerichtsbarkeit über den Ort Nazza blieb bis 1815 in den Händen der Familie von Hopffgarten, der Ort zählte als Exklave zum Herzogtum Sachsen-Gotha. Der als Waldbesitzer vermögende Forstmeister Hans Ernst von Hopffgarten war der letzte Besitzer des Gutes und verkaufte 1816 die Gebäude mit Zustimmung seiner Vettern. Nach der Auflösung des Hopffgartenschen Gerichts wurde Nazza im Jahr 1839 Sitz des staatlichen Gerichtsamts Nazza, welches 1869 dem Amtsgericht in Thal unterstellt wurde. 1835 erhielt die Gemeinde Nazza die Besitzrechte über die Burgruine Haineck.
Vom ursprünglichen Gebäudekomplex des Nazzaer Schlosses blieb nur ein geringer Rest erhalten, die als Vierseithof errichteten Stallungen, Scheunen und Lagergebäude nahmen den nördlichen Teil des Gutskomplexes ein, er reichte bis an den Steilhang des Lempertsbaches und war auch von Norden durch einen Seitenweg (Triftweg) erschlossen. Der südliche Häuserblock bestand aus vier um einen rechteckigen Hof gruppierten Häusern, jedes hatte ein massives Erdgeschoss mit aufgesetzten Fachwerkobgeschossen und diente als herrschaftliches Wohnschloss.